# تیغ

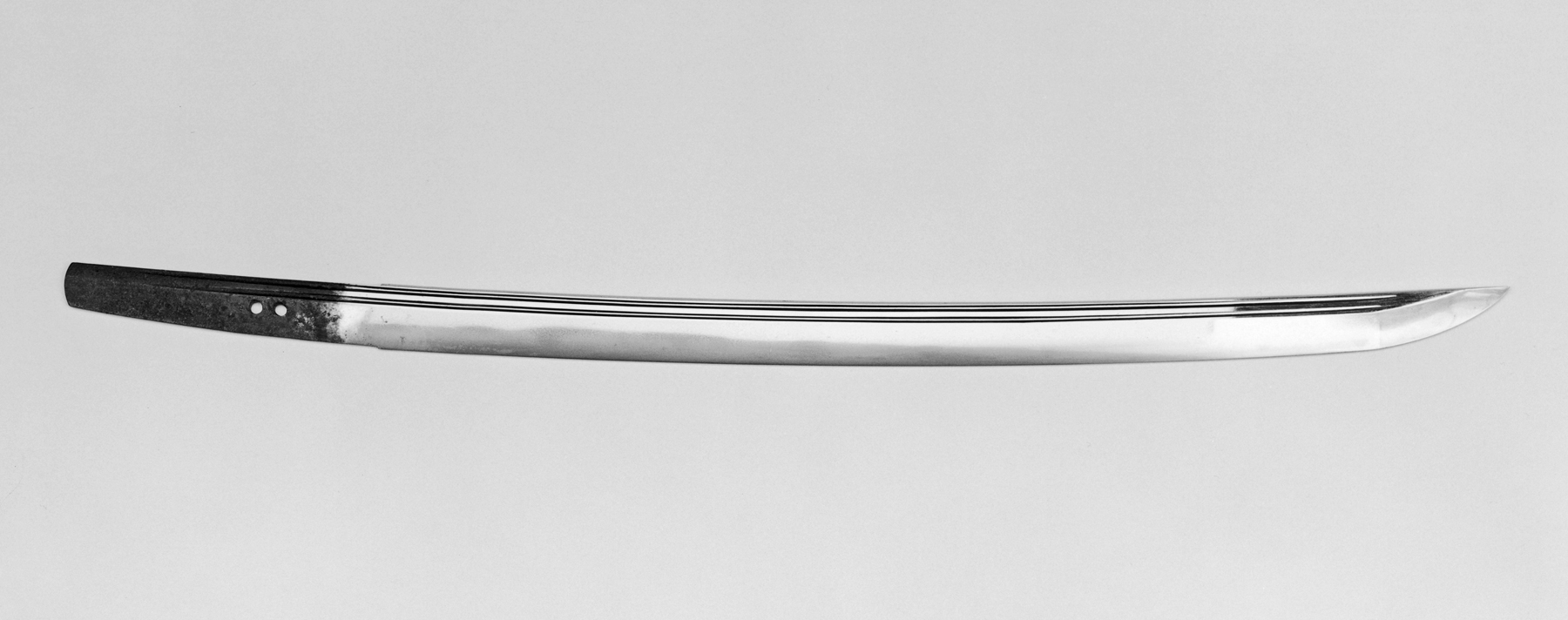
تیغ یک شمشیر ژاپنی

تیغ به هر ابزار یا بخشی از یک ابزار، جنگ‌افزار یا دستگاه گفته می‌شود که دارای یک لبهٔ تیز برای بریدن، قطع‌کردن یا ایجادِ شکاف است. از شمشیر، خنجر و کارد می‌توان به‌عنوان انواعی از تیغ نام برد. امروزه به وسیله‌ای که پیرایشگران برای اصلاح سر و مو از ته استفاده می‌کنند نیز، گفته می‌شود. در آماده کردن غذا چاقو معمولاً برای برش دادن، خرد کردن و سوراخ کردن بکار می‌رود.